# Vauxhall metróállomás
A Vauxhall a londoni metró egyik állomása az 1-es és 2-es zóna határán, a Victoria line végállomása.

## Története
Az állomást 1971. július 23-án adták át a Victoria line részeként.

## Forgalom
| Járat | Útvonal | Gyakoriság     |
| ----- | --- | -------------- |
|       | Walthamstow Central – Blackhorse Road – Tottenham Hale – Seven Sisters – Finsbury Park – Highbury & Islington – King’s Cross St. Pancras – Euston – Warren Street – Oxford Circus – Green Park – Victoria – Pimlico – Vauxhall – Stockwell – Brixton | 2-3 percenként |

## Átszállási kapcsolatok
| Állomás  | Átszállási kapcsolatok                                                    |
| -------- | ------------------------------------------------------------------------- |
| Vauxhall | National Rail (Vauxhall vasútállomás) Helyi buszok (Vauxhall Bus Station) |

## Fordítás
- Ez a szócikk részben vagy egészben  a   Vauxhall station (London) című angol Wikipédia-szócikk fordításán alapul.  Az eredeti cikk szerkesztőit annak laptörténete sorolja fel. Ez a jelzés csupán a megfogalmazás eredetét és a szerzői jogokat jelzi, nem szolgál a cikkben szereplő információk forrásmegjelöléseként.